# U-KISS
U-KISS (유키스) là một nhóm nhạc nam Hàn Quốc trực thuộc sự quản lý của NH Media. U-KISS hiện đang hoạt động với 7 thành viên Shin Soohyun(trưởng nhóm), Eli Kim, Kevin Woo, AJ, Hoon(cả hai đều gia nhập vào năm 2011), Lee Kiseop. Hai thành viên cũ là Alexander, Kim Kibum đã rời nhóm vì bị NH Media thanh lý hợp đồng. Mới đây Shin Dongho cũng vừa thông báo rời nhóm. Năm 2014, thành viên mới Jun-Lee Jun young gia nhập nhóm.
U-KISS đã phát hành hai Full Album, năm ca khúc nổi tiếng, và nhiều single khác nhau. Full Album đầu tiên của họ là Only One, được phát hành vào ngày 3 tháng 2 năm 2010. Full Album thứ hai là Neverland,được phát hành vào ngày1 tháng 9 năm 2011.
Tháng 5 năm 2011, U-KISS chính thức ký hợp đồng với công ty giải trí lớn nhất Nhật Bản Avex Ent. cho quá trình quảng bá tại đây.

## Hoạt động

### Trước khi debut và debut
U-KISS ra mắt với sáu thành viên vào năm 2008. Hai thành viên Kim Kibum và Kevin từng là thành viên của nhóm nhạc XING. Năm thành viên còn lại được tuyển chọn bởi công ty quản lý NH Media. Nhóm tấn công vào Nhật Bản vào ngày 15 tháng 8 năm 2008. Nhóm cho phát hành Mini Album đầu tiên New Generation vào ngày 3 tháng 9 năm 2008 với ca khúc chính là Not Young. Nhóm chính thức ra mắt tại Hàn Quốc vào ngày 28 tháng 8 năm 2008 trên chương trình M.net. U-KISS là nhóm nhạc đắt giá nhất với giá chuyển nhượng là 150 tỉ won và trực thuộc cả hai công ty của Hàn Quốc và Nhật Bản. Các thành viên U-KISS nổi tiếng nhờ vốn ngoại ngữ của mình, Alexander nói được bảy thứ tiếng, Kevin biết Tiếng Anh, Eli và Dongho đã có một thời gian từng sống tại Trung Quốc

### All About U-KISS,Thành viên mới và mini album
U-KISS cho phát hành mini album thứ hai của mình có tên gọi Bring It Back 2 Old School với ca khúc chủ đề I Like You, đây là một ca khúc lấy hình tượng những chàng trai trẻ trung vào những năm 80. Họ thực hiện các chương trình quảng bá cho mini album trên các chương trình tạp kĩ và ở Thái Lan. Sau khi hòa thành các chương trình quảng bá cho mini album họ quay về và tham gia show truyền hình All About U-KISS.
Năm 2009, Kevin tham gia chương trình Radio All About You trong chương trình Pop In Seoul của kênh truyền hình đa quốc gia Arirang cùng với Isak. Một thời gia ngắn sau đó Alexander và Eli cũng tham gia vào chương trình này. Cuối năm 2009, U-KISS cho ra mini album thứ ba ContiUKiss vào ngày 5 tháng 11. Lee Kiseop, thành viên mới của nhóm cùng tham gia vào quảng bá cho ca khúc chủ đạo Man Man Ha Ni. Ca khúc này đã làm nên tên tuổi của họ trên thị trường âm nhạc Hàn Quốc.
Thành viên mới của nhóm là Lee Kiseop từng xuất hiện trong chương trình Ulzzang Generation 2 (Pretty Boys and Girls Season 2) cùng với sự góp mặt của Soohyun. Thành viên nhỏ tuổi nhất nhóm là Dongho tham gia nhiều các chương trình giải trí trên truyền hình như The Invincible Baseball và  Idol Maknae Rebellion.
Hai thành viên Kevin và Alexander cho ra ca khúc Finally một vài tuần sau đó. Hai thành viên khác của nhóm là Eli và Kibum được mời tham gia vào bộ phim truyền hình của Thái Lan mang tên Autumn's Destiny.

## Năm 2010

### Album chính thức đầu tiên và các hoạt động khác
Vào ngày 18 tháng 1 năm 2010, U-KISS chính thức ra mắt fan club của mình mang tên KISSME với màu hồng chủ đạo.
Trước khi tiến hành ra mắt Album chính thức đầu tiên, các thành viên U-KISS tham gia vào một chương trình truyền hình mang tên U-KISS Vampire. Đay là chương trình truyền hình nói về các hoạt động thường ngày của U-KISS và nhóm máu của các thành viên. Eli, Kibum, Kevin, Alexander mang nhóm máu O, Soohyun, Kiseop mang nhóm máu A, Dongho mang nhóm máu B.

## Thành viên

### Hiện tại
- Soohyun [11 tháng 3, 1989 (36 tuổi)]
- Hoon [16 tháng 8, 1994 (30 tuổi)]
- Jun [22 tháng 1, 1997 (28 tuổi)]

### Cũ
- Alexander [29 tháng 7, 1988 (36 tuổi)]
- Kibum [29 tháng 12, 1990 (34 tuổi)]
- AJ [4 tháng 6, 1991 (33 tuổi)]
- Kevin [25 tháng 11, 1991 (33 tuổi)]
- Dongho [29 tháng 6, 1994 (30 tuổi)]
- Kiseop [17 tháng 1, 1991 (34 tuổi)]
- Eil [13 tháng 3, 1991 (34 tuổi)]

## Giải thưởng
| Năm  | Giải |
| ---- | --- |
| 2008 | - 5th Asia Song Festival: Rookie award in Asia |
| 2011 | - [V] CHINESE TOP Awards Concert: Most Potential Overseas Idol Group - 11th Asia Song Festival: Most Influential Artist in Asia - MTV Korea: Best Male Music Video - 19th Korean Cultural Entertainment Award: Best Male Idol Group |